# Volaris

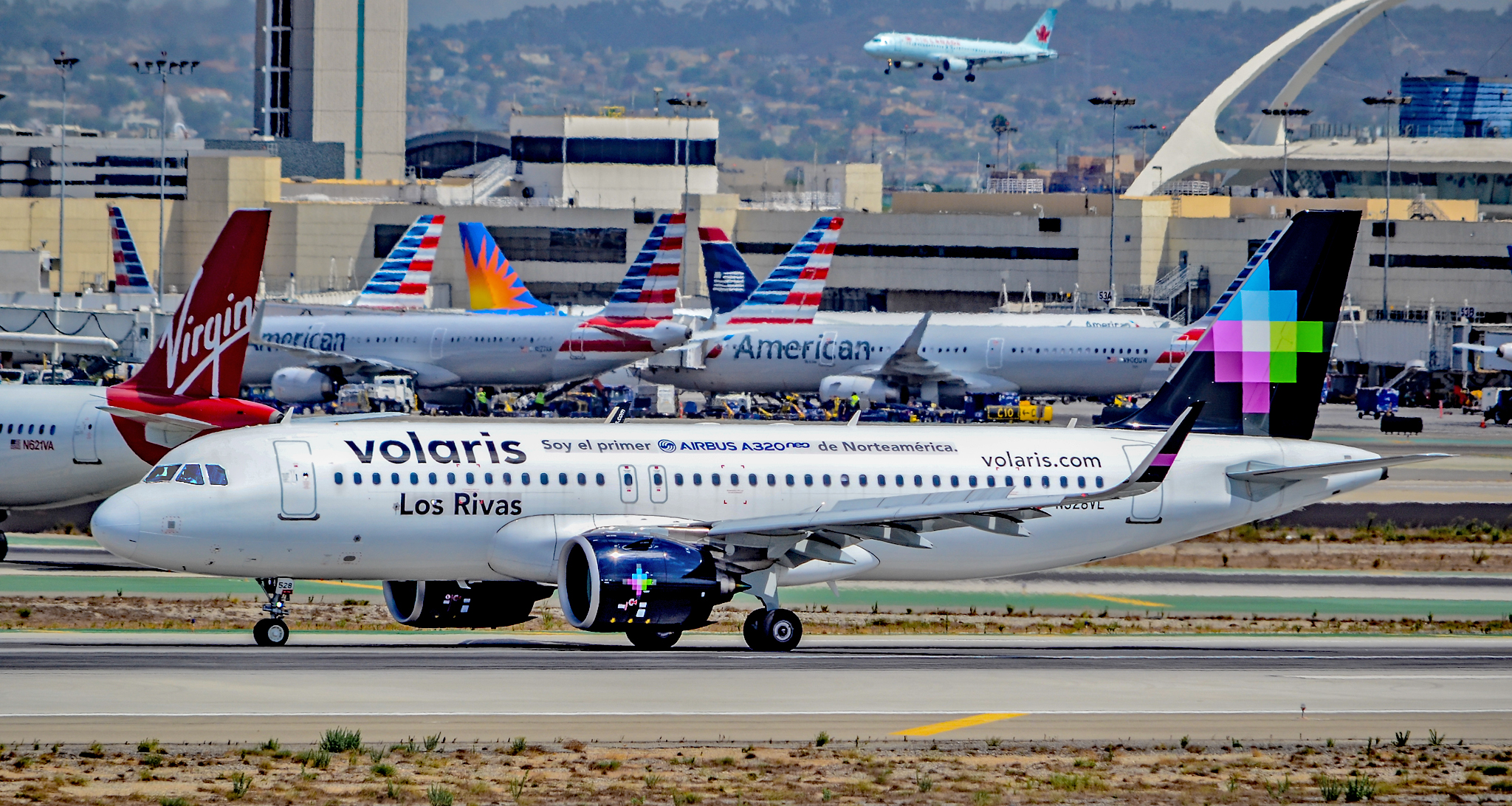
A-320Neo Volaris

Concesionaria Vuela Compania de Aviación, SA de CV, hoạt động với tên Volaris, là một hãng hàng không giá rẻ của México có trụ sở tại Santa Fe, Álvaro Obregón, Thành phố México và cơ sở hoạt động của hãng được đặt tại sân bay quốc tế General Abelardo L. Rodríguez (TIJ) ở Tijuana.
Các hãng hàng không có các chuyến bay thường lệ với México (33) và các nơi khác ở Bắc Mỹ (14) từ sân bay quốc tế Thành phố México ở Thành phố México, sân bay quốc tế Don Miguel Hidalgo y Cótilla, ở Guadalajara, sân bay quốc tế General Abelardo L. Rodríguez ở Tijuana và sân bay quốc tế General Mariano Escobedo ở Monterrey.
Volaris là hãng hàng không lớn thứ hai của đất nước sau Aeroméxico. Nó là một đối thủ cạnh tranh hàng đầu trong thị trường hàng không nội địa México, với thị phần khoảng 15% lưu lượng nội địa México. 